# 赤水市
赤水市（せきすい-し）は中華人民共和国貴州省遵義市に位置する県級市。

## 地理
市内に1,200 km2以上の丹霞地形が分布する。丹霞地形で知られる赤水風景名勝区やヘゴを保護する赤水桫欏国家級自然保護区があり、1994年に「赤水風景名勝区」として中華人民共和国国家重点風景名勝区に認定され、2010年に世界遺産・中国丹霞の一つとして登録されている。2020年に「赤水丹霞旅遊区」は中国の5A級観光地に認定された。

## 歴史
明代に懐仁県が設置され、1908年（光緒34年）に赤水庁に改編された。1913年に赤水県、1990年に赤水市となり現在に至る。

## 行政区画
下部に3街道、11鎮、3郷を管轄する。
- 街道
  - 市中街道、文華街道、金華街道
- 鎮
  - 天台鎮、復興鎮、大同鎮、旺隆鎮、葫市鎮、元厚鎮、官渡鎮、長期鎮、長沙鎮、両河口鎮、丙安鎮
- 郷
  - 宝源郷、石堡郷、白雲郷

## 交通

### 道路
- 高速道路
  - 蓉遵高速道路
- 国道
  - G546国道